# Тбилисский государственный театр марионеток имени Резо Габриадзе

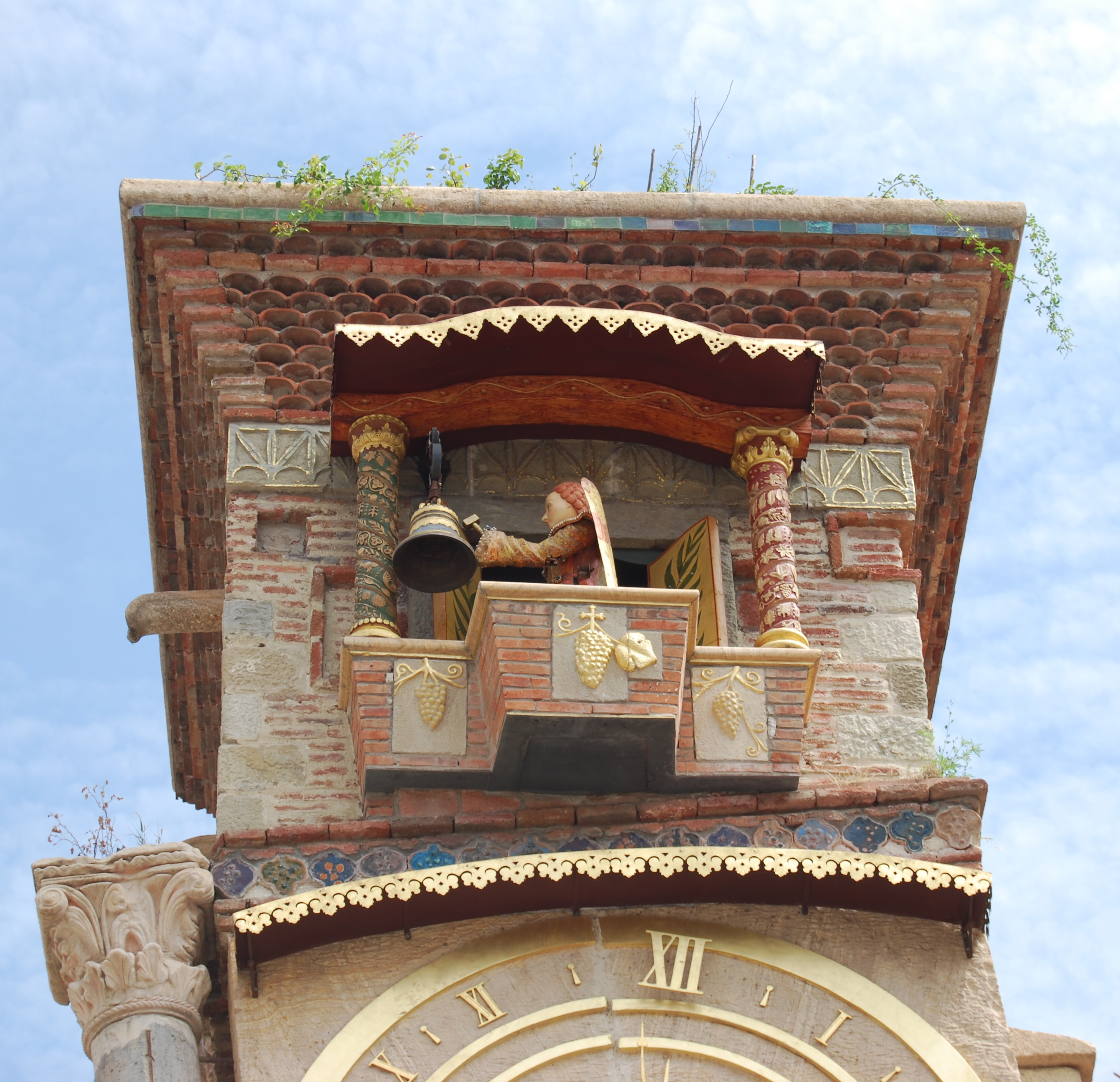

Тбилисский государственный театр марионеток имени Резо Габриадзе (груз. რეზო გაბრიაძის თეატრ-სტუდია) — учреждение культуры в Тбилиси. Расположен в историческом районе Старый город, на улице Шавтели, 13. Достопримечательность города.
Девиз театра: Extra Cepam Nihil Cogito Nos Lacrimare («Пусть слёзы у нас будут только от резки лука»).

## Репертуар
В репертуаре театра только пять спектаклей:
- «Альфред и Виоллета»,
- «Осень моей весны»,
- «Сталинград»,
- «Рамона»
- «Бриллиант Маршала де Фантье»

## История
Создан в 1981 году Резо Габриадзе в квартале старинной застройки.
В 1996 году у театра открыто кафе «Не горюй!», декор кафе полностью выполнен самим Резо Габриадзе.
В 2010 году к зданию театра была пристроена башня с часами. Каждый час из расписных дверей верха башни появляется златокрылый ангел и отбивает час молоточком в колокол. Два раза в день, в 12.00 и 19.00 часов, на башне разыгрывается миниатюрный кукольный спектакль «Цикл жизни». Изразцовые украшения изготовлены Габриадзе собственноручно.